# Stiemerbeek
De Stiemerbeek is een beek in Belgisch-Limburg met bronzone in het natuurgebied Schansbroek nabij de voormalige steenkoolmijn van Waterschei en het bosgebied de Horensberg, op de grens van de gemeenten Genk en As. Ze mondt in Diepenbeek in de Demer uit.
De Stiemerbeek behoort tot het Scheldebekken. Niet ver van zijn brongebied ontspringt ook de Bosbeek, die in oostelijke richting naar de Maas stroomt.

## Naam
De naam zou Keltisch zijn: 'steymer', 'stiemer' of 'steymara' betekent 'beek'. 

## Loop
Vanaf Waterschei tot Genk-centrum is de stroomzone van de Stiemerbeek het natuurgebied de Stiemerbeekvallei. In Genk-centrum gaat de beek deels onzichtbaar door buizen om voor de Slagmolen in Genk weer zichtbaar te worden om daarna langs het natuurreservaat de Maten te stromen, waar ze de vijvers van water voorziet. Op het grondgebied van Diepenbeek duikt de Stiemerbeek onder het Albertkanaal door. Ze stroomt ten oosten van het gehucht Rooierheide en mondt in het bosgebied tussen de universiteitscampus en de Dauteweyers in de Demer uit.
De loop van de Stiemerbeek werd meermaals verlegd. In de 13e eeuw werd de Stiemer in Diepenbeek naar een hoger niveau aan de rand de vallei verlegd, om samen met een verlegde Nieuwe Demer, voor de watervoorziening van Hasselt te zorgen. Daardoor kreeg het water een groter verval ten voordele van de aandrijving van de molens. Vanaf midden 20ste eeuw werd de 16 kilometer lange Stiemerbeek rechtgetrokken en verdiept omdat er door de toegenomen verhardingen meer regenwater moest afgevoerd worden. Vanaf Rooierheide in Diepenbeek kreeg de Stiemerbeek rond 1970 een nieuwe, rechtere en kortere bedding naar de Demer, Nieuwe Stiemerbeek genoemd. De Oude Stiemerbeek werd grotendeels ondergronds ingebuisd. 
De Vlaamse Milieumaatschappij plant om tegen 2024 de natuurlijke situatie in het stroomgebied van de Stiemerbeek te herstellen om problemen zoals verdroging door de snelle afvoer van regenwater en waterlast in het brongebied en aan de Universitaire Campus nabij de monding, aan te pakken. Daarvoor worden maatregelen ingebouwd om het water vertraagd af te voeren. De ingebuisde Oude Stiemerbeek wordt in Diepenbeek terug opengemaakt en zal weer een groot gedeelte van het water te verwerken krijgen.  

## Fauna en flora
Langs de oevers van de Stiemerbeek heeft men 240 plantensoorten en 250 soorten paddenstoelen aangetroffen.

## Molens
Naast de Slagmolen in Genk liggen er op de Oude Stiemerbeek in Diepenbeek twee watermolens: de ontmantelde Plompaertmolen in de Plompaertstraat en de maalvaardig, gerestaureerde Rooiermolen, vlak bij Universiteit Hasselt. 

## Galerij

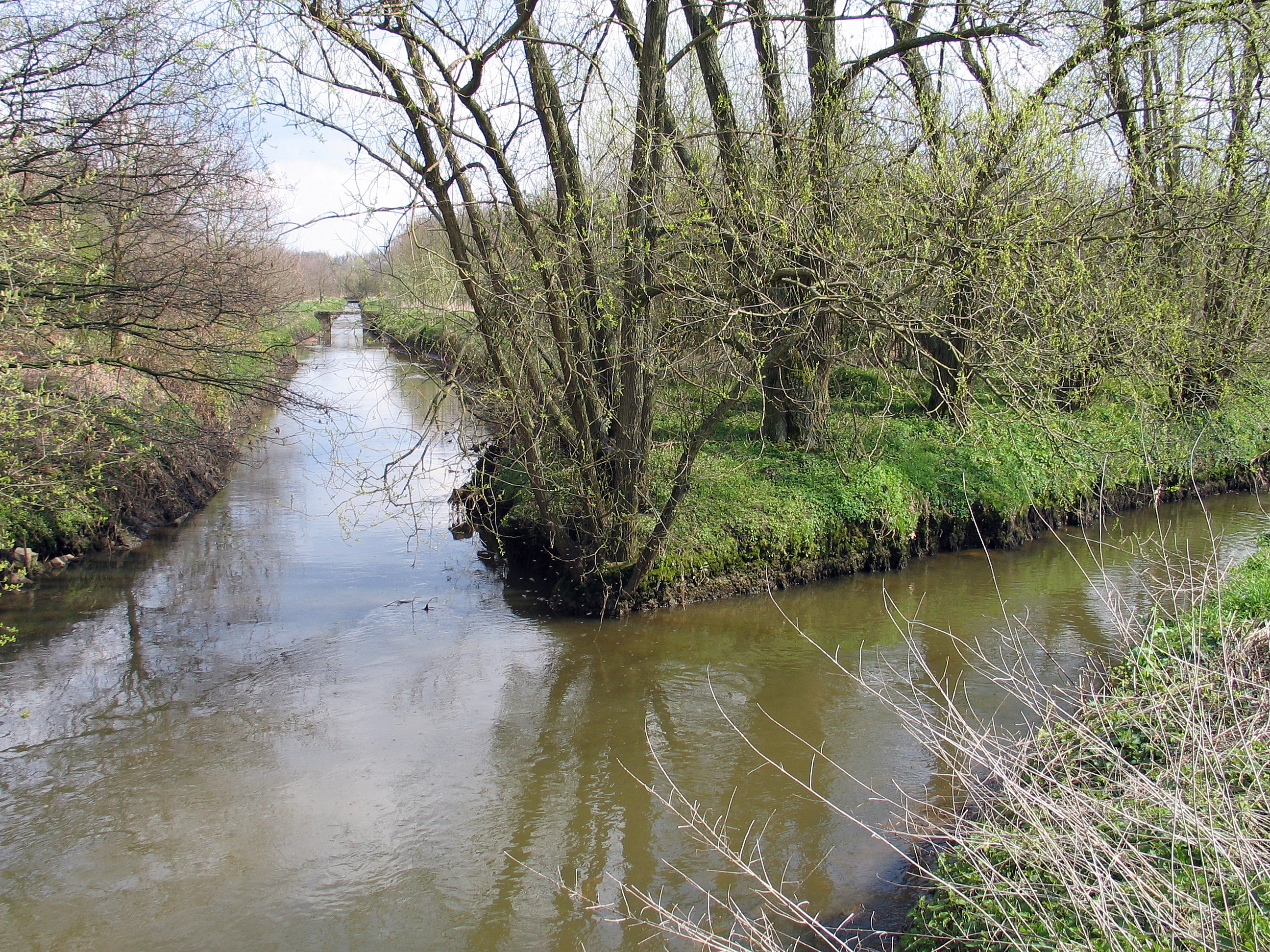
De Stiemerbeek die in de Demer uitmondt (Demer komt van rechts op de foto)
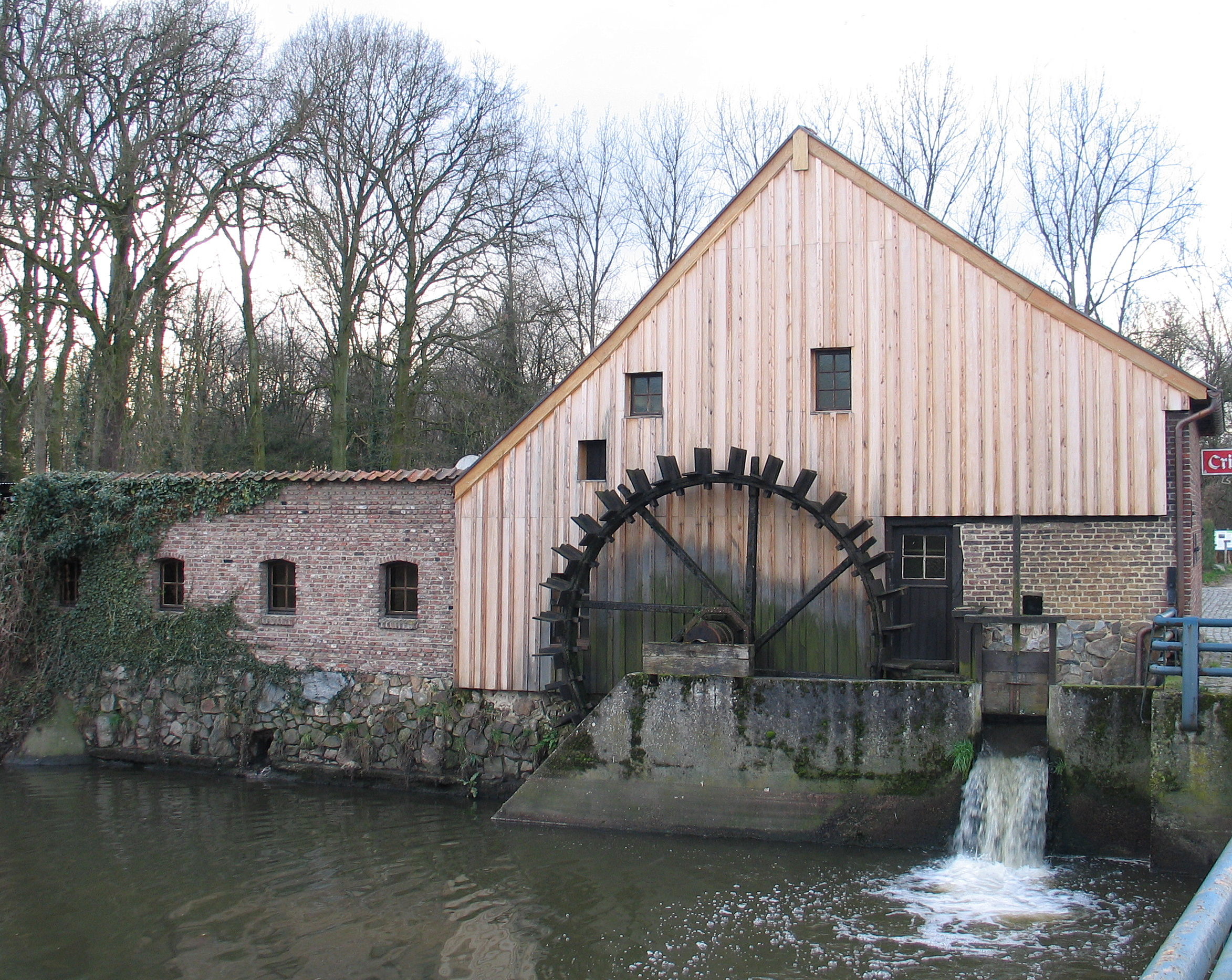
Slagmolen van Genk op de Stiemerbeek
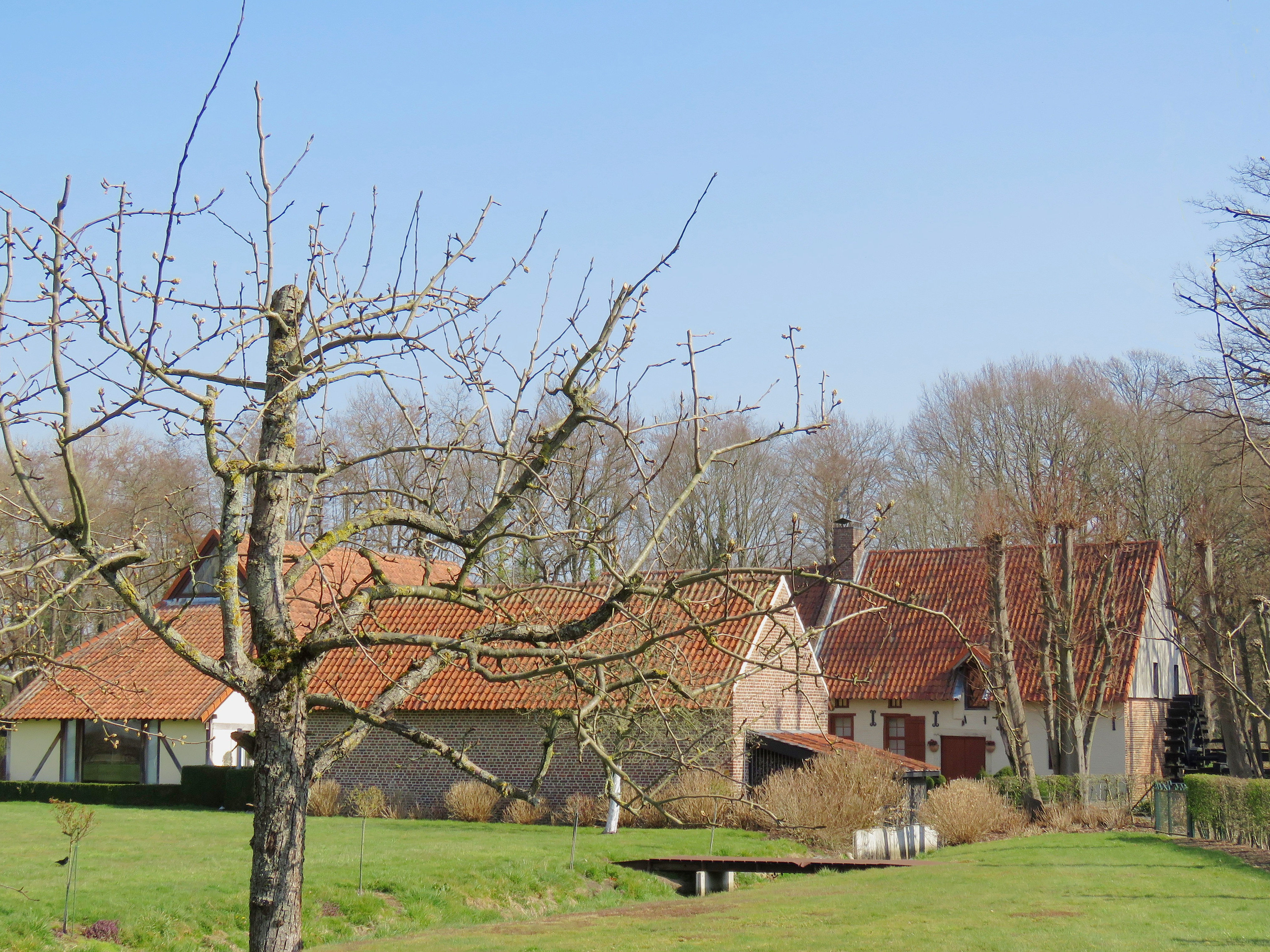
De Rooiermolen
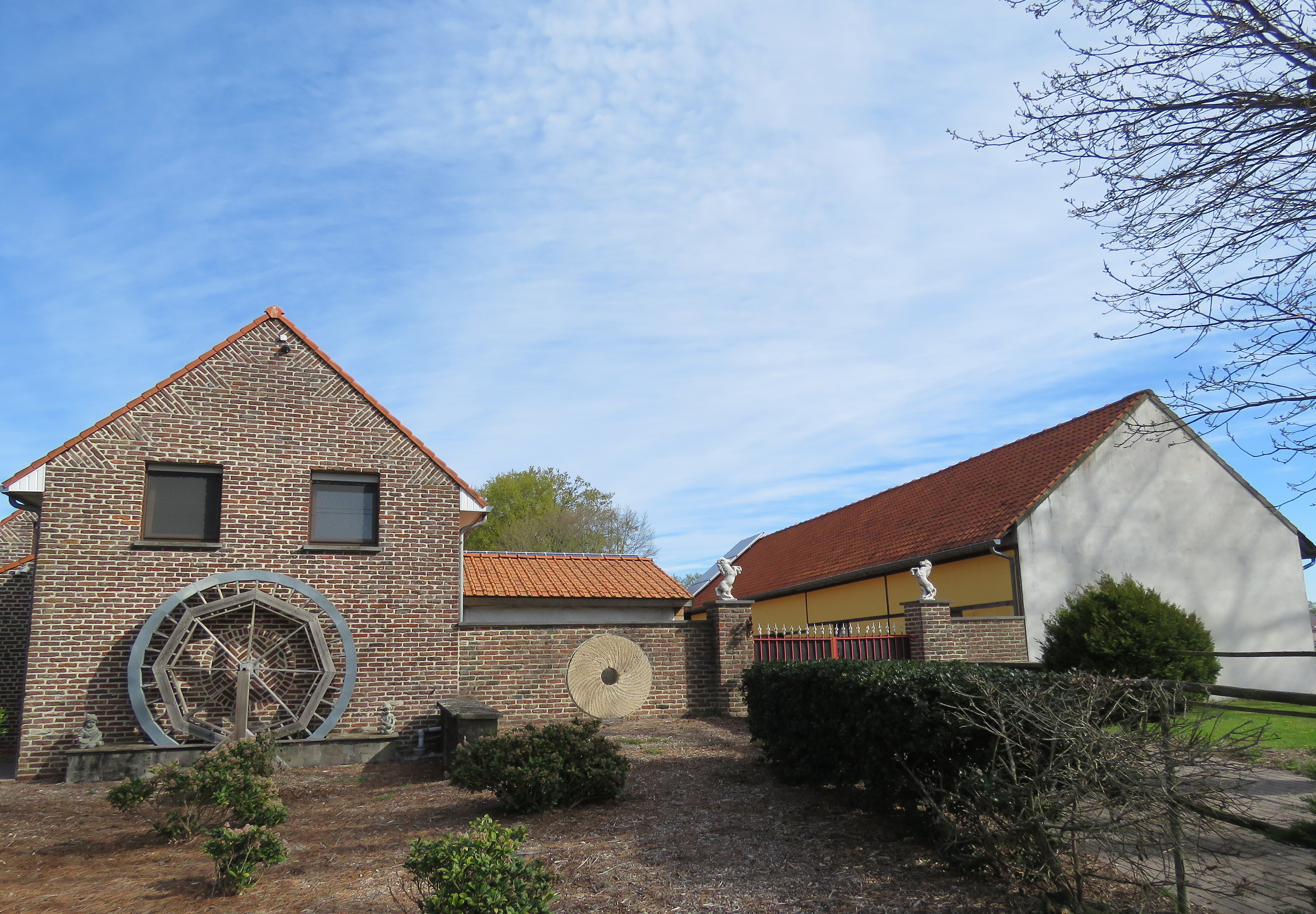
De Plompaertmolen
De beek in natuurgebied De Maten
De Maten
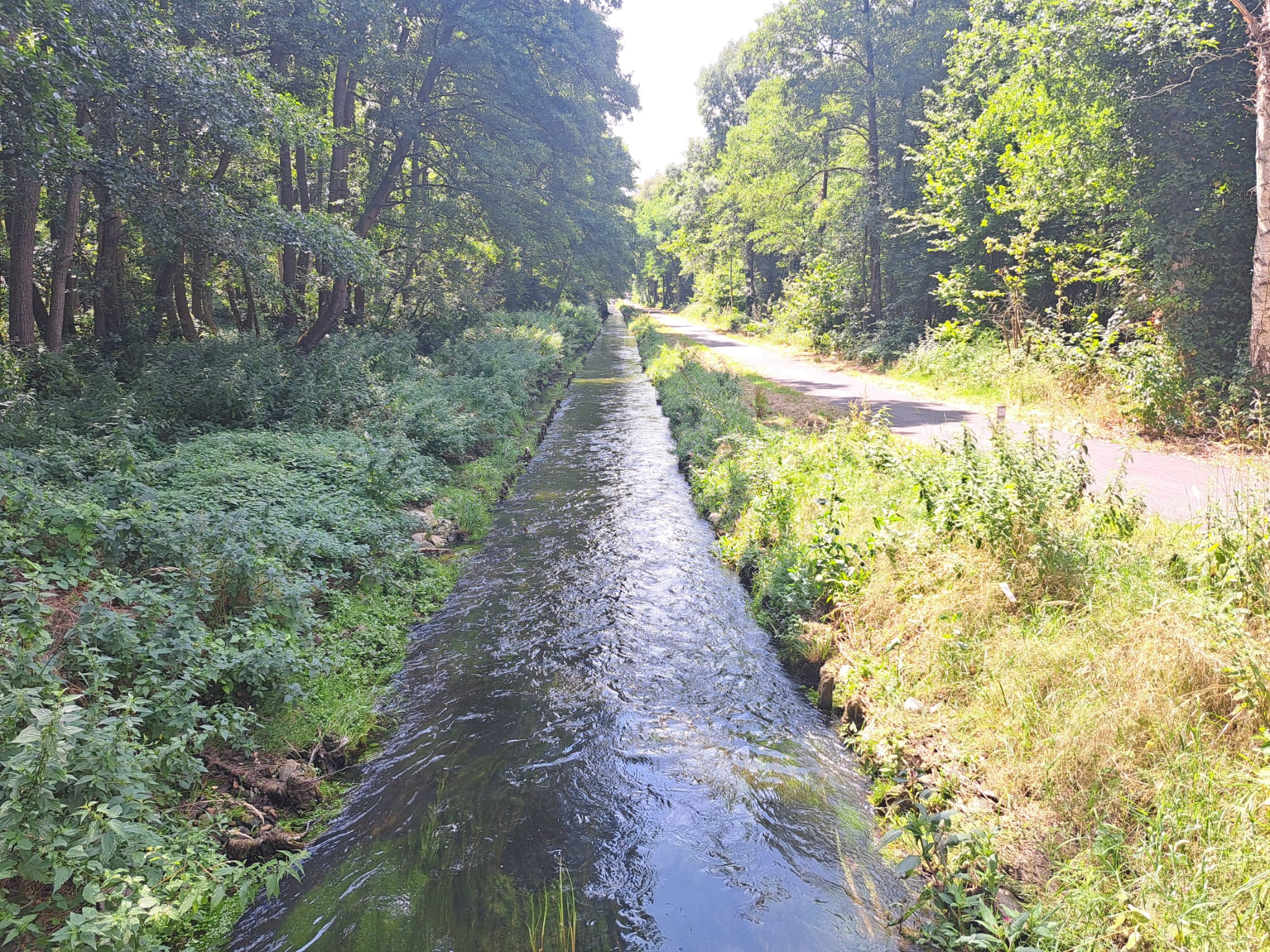
De beek nabij Rooierheide